# Razigravanje za UEFA Europsku ligu 2010./11.
Razigravanje (eng: Play-off) za UEFA Europsku ligu 2010./11. igrano je od 19. do 26. kolovoza 2010. u po dvije utakmice za svaku momčad. Sastojalo se od ukupno 74 utakmice (37 kod kuće, 37 u gostima), s isto toliko ekipa. 
Ždrijeb je održan u Nyonu, 6. kolovoza 2010. Najveće iznenađenje razigravanja je mađarski Győri ETO, koji je kao autsajder stigao iz prvog pretkola.

## Momčadi
Ispod je prikazano 74 ekipa koje sudjeluju u razigravanju. 37 pobjednika kvalificira se u završnicu zajedno s 10 poraženih iz razigravanja za Ligu prvaka, i braniteljem naslova, Atlético Madridom.
Momčadi su poredane zavisno od UEFA-inih koefcijenata.
| Tablica boja                             |
| ---------------------------------------- |
| Kvalificirani za natjecanje po skupinama |
| Eliminirani iz natjecanja                |

| Liverpool           | 115.371 | Levski Sofija           | 25.400 | Tavrija Simferopol | 7.910 |
| Porto               | 76.659  | Unirea Urziceni LP      | 18.898 | Karpati Lavov      | 7.910 |
| Villarreal          | 70.951  | Austria Wien            | 16.915 | Marítimo           | 7.659 |
| CSKA Moskva         | 66.758  | Feyenoord               | 16.309 | IF Elfsborg        | 7.338 |
| PSV Eindhoven       | 66.309  | Liteks Loveč LP         | 15.900 | Utrecht            | 7.309 |
| Juventus            | 59.867  | CSKA Sofija             | 15.400 | Sturm Graz         | 6.915 |
| Sporting CP         | 57.659  | Odense                  | 14.970 | Gent LP            | 6.580 |
| Fenerbahçe LP       | 54.890  | Dnjipro Dnjipropetrovsk | 14.910 | Motherwell         | 6.158 |
| Stuttgart           | 52.841  | Napoli                  | 14.867 | Lausanne-Sport     | 5.675 |
| AZ                  | 48.309  | Borussia Dortmund       | 14.841 | Debrecen LP        | 5.350 |
| Steaua Bukurešt     | 47.898  | Dinamo Zagreb LP        | 14.466 | Dundee United      | 5.158 |
| Lille               | 46.748  | BATE LP                 | 13.308 | Slovan Bratislava  | 4.666 |
| Galatasaray         | 43.890  | Anorthosis              | 13.099 | Omonia LP          | 4.599 |
| Bayer Leverkusen    | 40.841  | Aris                    | 12.979 | AIK LP             | 3.838 |
| Paris Saint-Germain | 39.748  | Brøndby                 | 12.970 | Maccabi Tel Aviv   | 3.775 |
| Celtic LP           | 38.158  | Grasshopper             | 12.675 | Hajduk Split       | 3.466 |
| Club Brugge         | 36.580  | Rapid Wien              | 11.915 | Maribor            | 2.891 |
| Palermo             | 35.867  | Temišvar                | 11.898 | Dinamo Minsk       | 2.808 |
| Getafe              | 33.951  | APOEL                   | 11.599 | Qarabağ            | 2.599 |
| Beşiktaş            | 33.890  | PAOK LP                 | 11.479 | Aktobe LP          | 2.399 |
| Manchester City     | 33.371  | Vaslui                  | 11.398 | HJK Helsinki LP    | 2.399 |
| AEK Atena           | 25.979  | Lech Poznań LP          | 11.008 | Dnepr Mogilev      | 2.308 |
| Aston Villa         | 25.871  | Trabzonspor             | 10.390 | Győri ETO          | 1.350 |
| Lokomotiv Moskva    | 25.758  | Sibir Novosibirsk       | 8.758  | The New Saints LP  | 0.766 |
| Metalist Harkiv     | 25.410  | Genk                    | 8.080  |                    |       |

LP Momčadi koje su ispale iz trećeg pretkola Lige prvaka.

## Rezultati
| Prva momčad           | Rez.       | Druga momčad       | 1. ut. | 2. ut.    |
| --------------------- | ---------- | ------------------ | ------ | --------- |
| Paris Saint-Germain   | 5:4        | Maccabi Tel Aviv   | 2:0    | 3:4       |
| Bayer Leverkusen      | 6:1        | Tavrija Simferopol | 3:0    | 3:1       |
| CSKA Moskva           | 6:1        | Anorthosis         | 4:0    | 2:1       |
| Hajduk Split          | 5:2        | Unirea Urziceni    | 4:1    | 1:1       |
| Feyenoord             | 1:2        | Gent               | 1:0    | 0:2       |
| Genk                  | 2:7        | Porto              | 0:3    | 2:4       |
| Debrecen              | 4:1        | Liteks Loveč       | 2:0    | 2:1       |
| Aris                  | 2:1        | Austria Wien       | 1:0    | 1:1       |
| Galatasaray           | 3:3 (g)    | Karpati Lavov      | 2:2    | 1:1       |
| Palermo               | 5:3        | Maribor            | 3:0    | 2:3       |
| Club Brugge           | 5:3        | Dinamo Minsk       | 2:1    | 3:2       |
| Omonia                | 2:3        | Metalist Harkiv    | 0:1    | 2:2       |
| Vaslui                | 0:2        | Lille              | 0:0    | 0:2       |
| Napoli                | 3:0        | Elfsborg           | 1:0    | 2:0       |
| Sporting CP           | 3:2        | Brøndby            | 0:2    | 3:0       |
| Steaua Bukurešt       | 1:1 (4:3p) | Grasshopper        | 1:0    | 0:1 (pr.) |
| Liverpool             | 3:1        | Trabzonspor        | 1:0    | 2:1       |
| Celtic                | 2:4        | Utrecht            | 2:0    | 0:4       |
| Borussia Dortmund     | 5:0        | Qarabağ            | 4:0    | 1:0       |
| AIK                   | 1:2        | Levski Sofija      | 0:0    | 1:2       |
| Sturm Graz            | 1:3        | Juventus           | 1:2    | 0:1       |
| Getafe                | 2:1        | APOEL              | 1:0    | 1:1 (pr.) |
| Dundee United         | 1:2        | AEK Atena          | 0:1    | 1:1       |
| AZ                    | 3:2        | Aktobe             | 2:0    | 1:2       |
| Dnipro Dnipropetrovsk | 0:1        | Lech Poznań        | 0:1    | 0:0       |
| Rapid Wien            | 4:3        | Aston Villa        | 1:1    | 3:2       |
| CSKA Sofija           | 5:2        | The New Saints     | 3:0    | 2:2       |
| Beşiktaş              | 6:0        | HJK Helsinki       | 2:0    | 4:0       |
| Slovan Bratislava     | 2:3        | Stuttgart          | 0:1    | 2:2       |
| Sibir Novosibirsk     | 1:5        | PSV Eindhoven      | 1:0    | 0:5       |
| BATE                  | 5:1        | Marítimo           | 3:0    | 2:1       |
| Lausanne-Sport        | 2:2 (4:3p) | Lokomotiv Moskva   | 1:1    | 1:1 (pr.) |
| Győri ETO             | 1:4        | Dinamo Zagreb      | 0:2    | 1:2       |
| Odense                | 3:1        | Motherwell         | 2:1    | 1:0       |
| PAOK                  | 2:1        | Fenerbahçe         | 1:0    | 1:1 (pr.) |
| Villarreal            | 7:1        | Dnepr Mogilev      | 5:0    | 2:1       |
| Temišvar              | 0:3        | Manchester City    | 0:1    | 0:2       |

## Prve utakmice
| 17. kolovoza 2010. 18:00 |             |              |                                                                                                   |
| Aris                     | 1 : 0       | Austria Wien | Stadion Kleanthis Vikelidis, Thessaloniki Broj gledatelja: 13 400 Sudac: Maxim Layushkin (Rusija) |
| Ruiz 90+3'               | (izvještaj) |              | Stadion Kleanthis Vikelidis, Thessaloniki Broj gledatelja: 13 400 Sudac: Maxim Layushkin (Rusija) |

| 17. kolovoza 2010. 18:00 |             |              |                                                                                            |
| Beşiktaş                 | 2 : 0       | HJK Helsinki | BJK İnönü Stadium, Istanbul Broj gledatelja: 19 040 Sudac: Ovidiu Alin Hategan (Rumunjska) |
| Hilbert 35' Quaresma 66' | (izvještaj) |              | BJK İnönü Stadium, Istanbul Broj gledatelja: 19 040 Sudac: Ovidiu Alin Hategan (Rumunjska) |

| 19. kolovoza 2010. 14:00 |             |               |                                                                                       |
| Sibir Novosibirsk        | 1 : 0       | PSV Eindhoven | Stadion Spartak, Novosibirsk Broj gledatelja: 11 500 Sudac: Tommy Skjerven (Norveška) |
| Degtyaryov 90+2'         | (izvještaj) |               | Stadion Spartak, Novosibirsk Broj gledatelja: 11 500 Sudac: Tommy Skjerven (Norveška) |

| 19. kolovoza 2010. 18:00                |             |          |                                                                                     |
| BATE                                    | 3 : 0       | Marítimo | Stadion Haradzki, Borisov Broj gledatelja: 5 230 Sudac: Kristinn Jakobsson (Island) |
| Alyakhnovich 56' Bressan 60' Pawlaw 70' | (izvještaj) |          | Stadion Haradzki, Borisov Broj gledatelja: 5 230 Sudac: Kristinn Jakobsson (Island) |

| 19. kolovoza 2010. 18:30 |             |                  |                                                                                |
| Paris Saint-Germain      | 2 : 0       | Maccabi Tel Aviv | Parc des Princes, Pariz Broj gledatelja: 10 322 Sudac: Kevin Blom (Nizozemska) |
| Luyindula 3' Hoarau 60'  | (izvještaj) |                  | Parc des Princes, Pariz Broj gledatelja: 10 322 Sudac: Kevin Blom (Nizozemska) |

| 19. kolovoza 2010. 18:30           |             |                    |                                                                               |
| Bayer Leverkusen                   | 3 : 0       | Tavrija Simferopol | BayArena, Leverkusen Broj gledatelja: 13 000 Sudac: Fredy Fautrel (Francuska) |
| Kadlec 1' 84' Ballack 90+1' (pen.) | (izvještaj) |                    | BayArena, Leverkusen Broj gledatelja: 13 000 Sudac: Fredy Fautrel (Francuska) |

| 19. kolovoza 2010. 18:30      |             |            |                                                                             |
| CSKA Moskva                   | 4 : 0       | Anorthosis | Arena Khimki, Khimki Broj gledatelja: 8 000 Sudac: Sascha Kever (Švicarska) |
| Doumbia 13' 20' Tošić 48' 74' | (izvještaj) |            | Arena Khimki, Khimki Broj gledatelja: 8 000 Sudac: Sascha Kever (Švicarska) |

| 19. kolovoza 2010. 18:45 |             |             |                                                                                      |
| Rapid Wien               | 1 : 1       | Aston Villa | Gerhard-Hanappi-Stadion, Beč Broj gledatelja: 16 891 Sudac: Alain Hamer (Luksemburg) |
| Nuhiu 33'                | (izvještaj) | Bannan 11'  | Gerhard-Hanappi-Stadion, Beč Broj gledatelja: 16 891 Sudac: Alain Hamer (Luksemburg) |

| 19. kolovoza 2010. 18:45 |             |            |                                                                                      |
| Slovan Bratislava        | 0 : 1       | Stuttgart  | Štadión Pasienky, Bratislava1 Broj gledatelja: 8 120 Sudac: Tony Chapron (Francuska) |
|                          | (izvještaj) | Harnik 88' | Štadión Pasienky, Bratislava1 Broj gledatelja: 8 120 Sudac: Tony Chapron (Francuska) |

| 19. kolovoza 2010. 19:00 |             |              |                                                                                     |
| Debrecen                 | 2 : 0       | Liteks Loveč | Városi Stadion, Nyíregyháza2 Broj gledatelja: 8 125 Sudac: Leontios Trattou (Cipar) |
| Coulibaly 22' Laczkó 33' | (izvještaj) |              | Városi Stadion, Nyíregyháza2 Broj gledatelja: 8 125 Sudac: Leontios Trattou (Cipar) |

| 19. kolovoza 2010. 19:00 |             |                 |                                                                                 |
| Omonia                   | 0 : 1       | Metalist Harkiv | GSP Stadion, Nikozija Broj gledatelja: 9 548 Sudac: Nicolai Vollquartz (Danska) |
|                          | (izvještaj) | Dević 24'       | GSP Stadion, Nikozija Broj gledatelja: 9 548 Sudac: Nicolai Vollquartz (Danska) |

| 19. kolovoza 2010. 19:00 |             |       |                                                                                    |
| Vaslui                   | 0 : 0       | Lille | Stadionul Municipal, Vaslui Broj gledatelja: 3 821 Sudac: Bülent Yıldırım (Turska) |
|                          | (izvještaj) |       | Stadionul Municipal, Vaslui Broj gledatelja: 3 821 Sudac: Bülent Yıldırım (Turska) |

| 19. kolovoza 2010. 19:00 |             |               |                                                                                 |
| AIK                      | 0 : 0       | Levski Sofija | Stadion Råsunda, Stockholm Broj gledatelja: 8 212 Sudac: Pavel Kralovec (Češka) |
|                          | (izvještaj) |               | Stadion Råsunda, Stockholm Broj gledatelja: 8 212 Sudac: Pavel Kralovec (Češka) |

| 19. kolovoza 2010. 19:00 |             |             |                                                                                          |
| Dnipro Dnipropetrovsk    | 0 : 1       | Lech Poznań | Dnipro Arena, Dnjepropetrovsk Broj gledatelja: 21 420 Sudac: Martin Ingvarsson (Švedska) |
|                          | (izvještaj) | Arboleda 5' | Dnipro Arena, Dnjepropetrovsk Broj gledatelja: 21 420 Sudac: Martin Ingvarsson (Švedska) |

| 19. kolovoza 2010. 19:05 |             |               |                                                                            |
| Odense                   | 2 : 1       | Motherwell    | TRE-FOR Park, Odense Broj gledatelja: 14 911 Sudac: Zsolt Szabo (Mađarska) |
| Sørensen 31' Utaka 78'   | (izvještaj) | Hateley 90+4' | TRE-FOR Park, Odense Broj gledatelja: 14 911 Sudac: Zsolt Szabo (Mađarska) |

| 19. kolovoza 2010. 19:15 |             |      |                                                                           |
| Feyenoord                | 1 : 0       | Gent | De Kuip, Rotterdam Broj gledatelja: 22 500 Sudac: Bruno Paixão (Portugal) |
| Fer 78'                  | (izvještaj) |      | De Kuip, Rotterdam Broj gledatelja: 22 500 Sudac: Bruno Paixão (Portugal) |

| 19. kolovoza 2010. 19:45 |             |             |                                                                                    |
| Steaua Bukurešt          | 1 : 0       | Grasshopper | Stadionul Steaua, Bukurešt Broj gledatelja: 17 971 Sudac: Jonas Eriksson (Švedska) |
| Stancu 71'               | (izvještaj) |             | Stadionul Steaua, Bukurešt Broj gledatelja: 17 971 Sudac: Jonas Eriksson (Švedska) |

| 19. kolovoza 2010. 20:00 |             |                          |                                                                                           |
| Galatasaray              | 2 : 2       | Karpati Lavov            | Stadion Ali Sami Yen, Istanbul Broj gledatelja: 15 182 Sudac: Mark Clattenburg (Engleska) |
| Baroš 59' 86'            | (izvještaj) | Kuznetsov 34' Zenjov 41' | Stadion Ali Sami Yen, Istanbul Broj gledatelja: 15 182 Sudac: Mark Clattenburg (Engleska) |

| 19. kolovoza 2010. 20:30             |             |                 |                                                                               |
| Hajduk Split                         | 4 : 1       | Unirea Urziceni | Stadion Poljud, Split Broj gledatelja: 35 000 Sudac: Antonio Damato (Italija) |
| Ibričić 39' 66' Brkljača 78' Čop 85' | (izvještaj) | Frunză 34'      | Stadion Poljud, Split Broj gledatelja: 35 000 Sudac: Antonio Damato (Italija) |

| 19. kolovoza 2010. 20:30 |             |                                           |                                                                         |
| Genk                     | 0 : 3       | Porto                                     | Cristal Arena, Genk Broj gledatelja: 13 711 Sudac: Luca Banti (Italija) |
|                          | (izvještaj) | Falcao 29' (pen.) Souza 82' Belluschi 90' | Cristal Arena, Genk Broj gledatelja: 13 711 Sudac: Luca Banti (Italija) |

| 19. kolovoza 2010. 20:30                       |             |         |                                                                                         |
| Palermo                                        | 3 : 0       | Maribor | Stadio Renzo Barbera, Palermo Broj gledatelja: 28 400 Sudac: Douglas McDonald (Škotska) |
| Maccarone 37' (pen.) Hernández 39' Pastore 77' | (izvještaj) |         | Stadio Renzo Barbera, Palermo Broj gledatelja: 28 400 Sudac: Douglas McDonald (Škotska) |

| 19. kolovoza 2010. 20:30        |             |              |                                                                                    |
| Club Brugge                     | 2 : 1       | Dinamo Minsk | Stadion Jan Breydel, Brugge Broj gledatelja: 24 587 Sudac: Marcin Borski (Poljska) |
| Hoefkens 71' (pen.) Blondel 84' | (izvještaj) | Drahun 6'    | Stadion Jan Breydel, Brugge Broj gledatelja: 24 587 Sudac: Marcin Borski (Poljska) |

| 19. kolovoza 2010. 20:30        |             |                |                                                                                                 |
| CSKA Sofija                     | 3 : 0       | The New Saints | Nacionalni stadion Vasil Levski, Sofija3 Broj gledatelja: 2 950 Sudac: Hannes Kaasik (Estonija) |
| Aquaro 81' Nelson 82' Delev 90' | (izvještaj) |                | Nacionalni stadion Vasil Levski, Sofija3 Broj gledatelja: 2 950 Sudac: Hannes Kaasik (Estonija) |

| 19. kolovoza 2010. 20:30 |             |                  |                                                                                                   |
| Lausanne-Sport           | 1 : 1       | Lokomotiv Moskva | Stade Olympique de la Pontaise, Lausanne Broj gledatelja: 11 200 Sudac: Gediminas Mazeika (Litva) |
| Traoré 28'               | (izvještaj) | Sychev 65'       | Stade Olympique de la Pontaise, Lausanne Broj gledatelja: 11 200 Sudac: Gediminas Mazeika (Litva) |

| 19. kolovoza 2010. 20:30 |             |            |                                                                                     |
| PAOK                     | 1 : 0       | Fenerbahçe | Toumba Stadion, Thessaloniki Broj gledatelja: 23 353 Sudac: Manuel Gräfe (Njemačka) |
| Vieirinha 19'            | (izvještaj) |            | Toumba Stadion, Thessaloniki Broj gledatelja: 23 353 Sudac: Manuel Gräfe (Njemačka) |

| 19. kolovoza 2010. 20:45 |             |             |                                                                               |
| Liverpool                | 1 : 0       | Trabzonspor | Anfield, Liverpool Broj gledatelja: 40 941 Sudac: Thomas Einwaller (Austrija) |
| Babel 45+1'              | (izvještaj) |             | Anfield, Liverpool Broj gledatelja: 40 941 Sudac: Thomas Einwaller (Austrija) |

| 19. kolovoza 2010. 20:45 |             |         |                                                                                  |
| Celtic                   | 2 : 0       | Utrecht | Celtic Park, Glasgow Broj gledatelja: 35 755 Sudac: Svein Oddvar Moen (Norveška) |
| Juárez 19' Samaras 34'   | (izvještaj) |         | Celtic Park, Glasgow Broj gledatelja: 35 755 Sudac: Svein Oddvar Moen (Norveška) |

| 19. kolovoza 2010. 21:00 |             |          |                                                                                   |
| Napoli                   | 1 : 0       | Elfsborg | Stadio San Paolo, Napoli Broj gledatelja: 33 534 Sudac: Anastassios Kakos (Grčka) |
| Lavezzi 45+1'            | (izvještaj) |          | Stadio San Paolo, Napoli Broj gledatelja: 33 534 Sudac: Anastassios Kakos (Grčka) |

| 19. kolovoza 2010. 21:00 |             |       |                                                                                        |
| Getafe                   | 1 : 0       | APOEL | Coliseum Alfonso Pérez, Getafe Broj gledatelja: 4 235 Sudac: Darko Čeferin (Slovenija) |
| Parejo 43'               | (izvještaj) |       | Coliseum Alfonso Pérez, Getafe Broj gledatelja: 4 235 Sudac: Darko Čeferin (Slovenija) |

| 19. kolovoza 2010. 21:00 |             |              |                                                                                   |
| Dundee United            | 0 : 1       | AEK Atena    | Tannadice Park, Dundee Broj gledatelja: 12 116 Sudac: Marijo Strahonja (Hrvatska) |
|                          | (izvještaj) | Djebbour 11' | Tannadice Park, Dundee Broj gledatelja: 12 116 Sudac: Marijo Strahonja (Hrvatska) |

| 19. kolovoza 2010. 21:00 |             |        |                                                                        |
| AZ                       | 2 : 0       | Aktobe | AZ Stadion, Alkmaar Broj gledatelja: 10 385 Sudac: Alon Yefet (Izrael) |
| Holman 20' Wernbloom 27' | (izvještaj) |        | AZ Stadion, Alkmaar Broj gledatelja: 10 385 Sudac: Alon Yefet (Izrael) |

| 19. kolovoza 2010. 21:00 |             |                  |                                                                         |
| Győri ETO                | 0 : 2       | Dinamo Zagreb    | ETO Park, Győr Broj gledatelja: 8 500 Sudac: Stephan Studer (Švicarska) |
|                          | (izvještaj) | Rukavina 19' 28' | ETO Park, Győr Broj gledatelja: 8 500 Sudac: Stephan Studer (Švicarska) |

| 19. kolovoza 2010. 21:00 |             |                 |                                                                                             |
| Temišvar                 | 0 : 1       | Manchester City | Stadionul Dan Păltinişanu, Temišvar Broj gledatelja: 28 000 Sudac: Florian Meyer (Njemačka) |
|                          | (izvještaj) | Balotelli 72'   | Stadionul Dan Păltinişanu, Temišvar Broj gledatelja: 28 000 Sudac: Florian Meyer (Njemačka) |

| 19. kolovoza 2010. 21:05       |             |         |                                                                                            |
| Borussia Dortmund              | 4 : 0       | Qarabağ | Westfalenstadion, Dortmund Broj gledatelja: 47 800 Sudac: Pavel Cristian Balaj (Rumunjska) |
| Kagawa 13' 41' Barrios 21' 29' | (izvještaj) |         | Westfalenstadion, Dortmund Broj gledatelja: 47 800 Sudac: Pavel Cristian Balaj (Rumunjska) |

| 19. kolovoza 2010. 21:05 |             |                          |                                                                      |
| Sturm Graz               | 1 : 2       | Juventus                 | UPC-Arena, Graz Broj gledatelja: 15 322 Sudac: Cüneyt Çakır {Turska) |
| Schildenfeld 82'         | (izvještaj) | Bonucci 15' Amauri 90+1' | UPC-Arena, Graz Broj gledatelja: 15 322 Sudac: Cüneyt Çakır {Turska) |

| 19. kolovoza 2010. 21:30 |             |                            |                                                                                               |
| Sporting CP              | 0 : 2       | Brøndby                    | Estádio José Alvalade, Lisabon Broj gledatelja: 20 057 Sudac: Robert Schörgenhofer (Austrija) |
|                          | (izvještaj) | Kristiansen 43' Jallow 52' | Estádio José Alvalade, Lisabon Broj gledatelja: 20 057 Sudac: Robert Schörgenhofer (Austrija) |

| 19. kolovoza 2010. 22:00                                |             |               |                                                                                       |
| Villarreal                                              | 5 : 0       | Dnepr Mogilev | Estadio El Madrigal, Villarreal Broj gledatelja: 7 913 Sudac: Simon Lee Evans (Wales) |
| Marchena 10' Cazorla 17' Valero 35' Cani 45' Nilmar 75' | (izvještaj) |               | Estadio El Madrigal, Villarreal Broj gledatelja: 7 913 Sudac: Simon Lee Evans (Wales) |

Bilješke
- 1 Igrano u Bratislavi na Štadión Pasienky jer je Slovanov stadion Tehelné pole pod renovacijom.
- 2 Igrano u Nyíregyházi na Városi Stadionu jer Debrecenov Stadion Oláh Gábor Út nema UEFA licencu.
- 3 Igrano u Sofiji na nacionalnom stadionu Vasil Levski jer CSKA Sofijin stadion Balgarska Armiya nema BFU i UEFA licencu.

## Uzvratne utakmice
| 24. kolovoza 2010. 18:00 |             |                          |                                                                                                   |
| Anorthosis               | 1 : 2       | CSKA Moskva              | Stadion Antonis Papadopoulos, Larnaca Broj gledatelja: 3 850 Sudac: Alexandru Deaconu (Rumunjska) |
| Cafú 76'                 | (izvještaj) | Doumbia 85' González 89' | Stadion Antonis Papadopoulos, Larnaca Broj gledatelja: 3 850 Sudac: Alexandru Deaconu (Rumunjska) |

| 26. kolovoza 2010. 18:00 |             |                                          |                                                                             |
| Dinamo Minsk             | 2 : 3       | Club Brugge                              | Stadion Dinamo, Minsk Broj gledatelja: 7 000 Sudac: Duarte Gomes (Portugal) |
| Chukhley 47' Drahun 90'  | (izvještaj) | Hoefkens 5' (pen.) 32' (pen.) Dalmat 26' | Stadion Dinamo, Minsk Broj gledatelja: 7 000 Sudac: Duarte Gomes (Portugal) |

| 26. kolovoza 2010. 18:00 |             |                   |                                                                                        |
| Qarabağ                  | 0 : 1       | Borussia Dortmund | Tofik Bakhramov Stadium, Baku4 Broj gledatelja: 17 000 Sudac: Serge Gumienny (Belgija) |
|                          | (izvještaj) | Barrios 90+1'     | Tofik Bakhramov Stadium, Baku4 Broj gledatelja: 17 000 Sudac: Serge Gumienny (Belgija) |

| 26. kolovoza 2010. 18:00 |             |               |                                                                                                |
| Aktobe                   | 2 : 1       | AZ            | Centralni stadion Aktobe, Aktobe Broj gledatelja: 12 600 Sudac: Aleksei Kulbakov (Bjelorusija) |
| Tleshev 67' 88'          | (izvještaj) | Wernbloom 10' | Centralni stadion Aktobe, Aktobe Broj gledatelja: 12 600 Sudac: Aleksei Kulbakov (Bjelorusija) |

| 26. kolovoza 2010. 18:00 |             |                          |                                                                                    |
| Marítimo                 | 1 : 2       | BATE                     | Estádio dos Barreiros, Funchal Broj gledatelja: 2 073 Sudac: Euan Norris (Škotska) |
| Kanu 90+1'               | (izvještaj) | Pawlaw 52' Skavysh 90+3' | Estádio dos Barreiros, Funchal Broj gledatelja: 2 073 Sudac: Euan Norris (Škotska) |

| 26. kolovoza 2010. 18:00 |             |                |                                                                                          |
| Lokomotiv Moskva         | 1 : 1 (pr.) | Lausanne-Sport | Stadion Lokomotiv, Moskva Broj gledatelja: 11 053 Sudac: Aleksandar Stavrev (Makedonija) |
| Aliyev 85'               | (izvještaj) | Silvio 17'     | Stadion Lokomotiv, Moskva Broj gledatelja: 11 053 Sudac: Aleksandar Stavrev (Makedonija) |

|                                      |       | jedanaesterci                         |  |  |
| Aliyev Sychev Loskov Shishkin Maicon | 3 : 4 | Silvio Carrupt Rodrigo Katz Celestini |  |  |
|                                      |       |                                       |  |  |

| 26. kolovoza 2010. 18:00 |             |                                |                                                                               |
| Dnepr Mogilev            | 1 : 2       | Villarreal                     | Spartak Stadion, Mogilev Broj gledatelja: 6 542 Sudac: Fırat Aydınus (Turska) |
| Yurchenko 19'            | (izvještaj) | Nilmar 45+1' Marco Ruben 90+1' | Spartak Stadion, Mogilev Broj gledatelja: 6 542 Sudac: Fırat Aydınus (Turska) |

| 26. kolovoza 2010. 18:45 |             |                                               |                                                                                 |
| HJK Helsinki             | 0 : 4       | Beşiktaş                                      | Sonera Stadion, Helsinki Broj gledatelja: 9 054 Sudac: Peter Rasmussen (Danska) |
|                          | (izvještaj) | Quaresma 15' Guti 67' Necip 77' Hološko 90+3' | Sonera Stadion, Helsinki Broj gledatelja: 9 054 Sudac: Peter Rasmussen (Danska) |

| 26. kolovoza 2010. 19:00 |             |          |                                                                                    |
| Austria Wien             | 1 : 1       | Aris     | Franz-Horr-Stadion, Beč Broj gledatelja: 11 000 Sudac: Daniel Stalhammar (Švedska) |
| Linz 56'                 | (izvještaj) | Ruiz 42' | Franz-Horr-Stadion, Beč Broj gledatelja: 11 000 Sudac: Daniel Stalhammar (Švedska) |

| 26. kolovoza 2010. 19:00     |             |                         |                                                                               |
| Metalist Harkiv              | 2 : 2       | Omonia                  | Stadion Metalist, Harkiv Broj gledatelja: 30 360 Sudac: Matej Jug (Slovenija) |
| Dević 66' Cleiton Xavier 71' | (izvještaj) | Leandro 60' Rengifo 64' | Stadion Metalist, Harkiv Broj gledatelja: 30 360 Sudac: Matej Jug (Slovenija) |

| 26. kolovoza 2010. 19:00 |             |                                     |                                                                           |
| Brøndby                  | 0 : 3       | Sporting CP                         | Brøndby Stadion, Brøndby Broj gledatelja: 20 389 Sudac: Jiri Jech (Češka) |
|                          | (izvještaj) | Evaldo 45+1' Coelho 75' Djaló 90+1' | Brøndby Stadion, Brøndby Broj gledatelja: 20 389 Sudac: Jiri Jech (Češka) |

| 26. kolovoza 2010. 19:00 |             |          |                                                                         |
| APOEL                    | 1 : 1 (pr.) | Getafe   | GSP Stadion, Nikozija Broj gledatelja: 18 643 Sudac: Alan Kelly (Irska) |
| Aílton 41'               | (izvještaj) | Díaz 98' | GSP Stadion, Nikozija Broj gledatelja: 18 643 Sudac: Alan Kelly (Irska) |

| 26. kolovoza 2010. 19:30 |             |              |                                                                                       |
| Unirea Urziceni          | 1 : 1       | Hajduk Split | Stadionul Steaua, Bukurešt5 Broj gledatelja: 918 Sudac: Claudio Circhetta (Švicarska) |
| Bilaşco 2'               | (izvještaj) | Vukušić 88'  | Stadionul Steaua, Bukurešt5 Broj gledatelja: 918 Sudac: Claudio Circhetta (Švicarska) |

| 26. kolovoza 2010. 19:30 |             |                              |                                                                             |
| Liteks Loveč             | 1 : 2       | Debrecen                     | Stadion Lovech, Lovech Broj gledatelja: 2 500 Sudac: Robert Malek (Poljska) |
| Niflore 68'              | (izvještaj) | Mbengono 53' Czvitkovics 81' | Stadion Lovech, Lovech Broj gledatelja: 2 500 Sudac: Robert Malek (Poljska) |

| 26. kolovoza 2010. 19:30 |             |                 |                                                                         |
| Grasshopper              | 1 : 0 (pr.) | Steaua Bukurešt | Letzigrund, Zürich Broj gledatelja: 5 200 Sudac: Milorad Mažić (Srbija) |
| Salatić 77'              | (izvještaj) |                 | Letzigrund, Zürich Broj gledatelja: 5 200 Sudac: Milorad Mažić (Srbija) |

|                                          |       | jedanaesterci                    |  |  |
| Smiljanić Salatić Abrashi Hajrović Adili | 3 : 4 | Stancu Surdu Angelov Latovlevici |  |  |
|                                          |       |                                  |  |  |

| 26. kolovoza 2010. 19:30 |             |                           |                                                                                         |
| Trabzonspor              | 1 : 2       | Liverpool                 | Stadion Hüseyin Avni Aker, Trabzon Broj gledatelja: 18 630 Sudac: Ivan Bebek (Hrvatska) |
| Gutiérrez 4'             | (izvještaj) | Kaçar 83' (a.g.) Kuyt 88' | Stadion Hüseyin Avni Aker, Trabzon Broj gledatelja: 18 630 Sudac: Ivan Bebek (Hrvatska) |

| 26. kolovoza 2010. 19:30 |             |             |                                                                                            |
| Levski Sofija            | 2 : 1       | AIK         | Stadion Georgi Asparuhov, Sofija Broj gledatelja: 18 000 Sudac: Viktor Shvetsov (Ukrajina) |
| Mladenov 49' Dembélé 51' | (izvještaj) | Bangura 11' | Stadion Georgi Asparuhov, Sofija Broj gledatelja: 18 000 Sudac: Viktor Shvetsov (Ukrajina) |

| 26. kolovoza 2010. 19:30                                    |             |                   |                                                                                        |
| PSV Eindhoven                                               | 5 : 0       | Sibir Novosibirsk | Philips Stadion, Eindhoven Broj gledatelja: 20 900 Sudac: Stefan Johannesson (Švedska) |
| Berg 38' Engelaar 56' Toivonen 64' Dzsudzsák 73' 90' (pen.) | (izvještaj) |                   | Philips Stadion, Eindhoven Broj gledatelja: 20 900 Sudac: Stefan Johannesson (Švedska) |

| 26. kolovoza 2010. 20:00                        |             |                                               |                                                                                 |
| Maccabi Tel Aviv                                | 4 : 3       | Paris Saint-Germain                           | Bloomfield Stadium, Tel Aviv Broj gledatelja: 8 674 Sudac: Mike Dean (Engleska) |
| Atar 48' 90+5' Avidor 68' Medunjanin 83' (pen.) | (izvještaj) | Hoarau 40' (pen.) Giuly 64' Nenê 90+3' (pen.) | Bloomfield Stadium, Tel Aviv Broj gledatelja: 8 674 Sudac: Mike Dean (Engleska) |

| 26. kolovoza 2010. 20:00 |             |                                                  |                                                                                              |
| Tavrija Simferopol       | 1 : 3       | Bayer Leverkusen                                 | Stadion Lokomotiv, Simferopol Broj gledatelja: 10 700 Sudac: Alexandru Dan Tudor (Rumunjska) |
| Idahor 5' (pen.)         | (izvještaj) | Vidal 50' (pen.) Holaydo 74' (a.g.) Castro 90+2' | Stadion Lokomotiv, Simferopol Broj gledatelja: 10 700 Sudac: Alexandru Dan Tudor (Rumunjska) |

| 26. kolovoza 2010. 20:00    |             |           |                                                                                                |
| Gent                        | 2 : 0       | Feyenoord | Jules Ottenstadion, Gent Broj gledatelja: 8 787 Sudac: Eduardo Iturralde González (Španjolska) |
| Soumahoro 34' Coulibaly 62' | (izvještaj) |           | Jules Ottenstadion, Gent Broj gledatelja: 8 787 Sudac: Eduardo Iturralde González (Španjolska) |

| 26. kolovoza 2010. 20:00 |             |               |                                                                                |
| AEK Atena                | 1 : 1       | Dundee United | Stadion Karaiskakis, Pirej6 Broj gledatelja: 5006 Sudac: Libor Kovařik (Češka) |
| Diop 23'                 | (izvještaj) | Daly 78'      | Stadion Karaiskakis, Pirej6 Broj gledatelja: 5006 Sudac: Libor Kovařik (Češka) |

| 26. kolovoza 2010. 20:00 |             |                          |                                                                                         |
| Stuttgart                | 2 : 2       | Slovan Bratislava        | Mercedes-Benz Arena, Stuttgart Broj gledatelja: 12 100 Sudac: Aleksei Nikolaev (Rusija) |
| Gebhart 56' Gentner 64'  | (izvještaj) | Dobrotka 9' Sylvestr 52' | Mercedes-Benz Arena, Stuttgart Broj gledatelja: 12 100 Sudac: Aleksei Nikolaev (Rusija) |

| 26. kolovoza 2010. 20:15 |             |                       |                                                                                 |
| Lech Poznań              | 0 : 0       | Dnipro Dnipropetrovsk | Stadion Miejski, Poznań Broj gledatelja: 14 000 Sudac: Bas Nijhuis (Nizozemska) |
|                          | (izvještaj) |                       | Stadion Miejski, Poznań Broj gledatelja: 14 000 Sudac: Bas Nijhuis (Nizozemska) |

| 26. kolovoza 2010. 20:30                          |             |        |                                                                                                  |
| Utrecht                                           | 4 : 0       | Celtic | Stadion Galgenwaard, Utrecht Broj gledatelja: 18 000 Sudac: Carlos Velasco Carballo (Španjolska) |
| Wolfswinkel 12' (pen.) 19' (pen.) 46' Maguire 62' | (izvještaj) |        | Stadion Galgenwaard, Utrecht Broj gledatelja: 18 000 Sudac: Carlos Velasco Carballo (Španjolska) |

| 26. kolovoza 2010. 20:35  |             |                       |                                                                              |
| The New Saints            | 2 : 2       | CSKA Sofija           | Racecourse Ground, Wrexham7 Broj gledatelja: 843 Sudac: Tony Asumaa (Finska) |
| M. Williams 13' Evans 61' | (izvještaj) | Aquaro 10' Tiboni 79' | Racecourse Ground, Wrexham7 Broj gledatelja: 843 Sudac: Tony Asumaa (Finska) |

| 26. kolovoza 2010. 20:45 |             |             |                                                                                     |
| Karpati Lavov            | 1 : 1       | Galatasaray | Stadion Ukrajina, Lavov Broj gledatelja: 25 000 Sudac: Thorsten Kinhöfer (Njemačka) |
| Fedetskiy 90+3'          | (izvještaj) | Aydin 90+1' | Stadion Ukrajina, Lavov Broj gledatelja: 25 000 Sudac: Thorsten Kinhöfer (Njemačka) |

| 26. kolovoza 2010. 20:45                     |             |                   |                                                                                        |
| Maribor                                      | 3 : 2       | Palermo           | Stadion Ljudski vrt, Maribor Broj gledatelja: 12 200 Sudac: Stanislav Sukhina (Rusija) |
| Marcos Tavares 14' Iličič 58' Anđelković 89' | (izvještaj) | Hernández 62' 68' | Stadion Ljudski vrt, Maribor Broj gledatelja: 12 200 Sudac: Stanislav Sukhina (Rusija) |

| 26. kolovoza 2010. 20:45      |             |        | |
| Lille                         | 2 : 0       | Vaslui | Stade Nord Lille Métropole, Villeneuve-d'Ascq Broj gledatelja: 16 876 Sudac: Tom Harald Hagen (Norveška) |
| Cabaye 69' (pen.) Chedjou 80' | (izvještaj) |        | Stade Nord Lille Métropole, Villeneuve-d'Ascq Broj gledatelja: 16 876 Sudac: Tom Harald Hagen (Norveška) |

| 26. kolovoza 2010. 20:45 |             |                |                                                                            |
| Elfsborg                 | 0 : 2       | Napoli         | Borås Arena, Borås Broj gledatelja: 10 621 Sudac: Said Ennjimi (Francuska) |
|                          | (izvještaj) | Cavani 29' 38' | Borås Arena, Borås Broj gledatelja: 10 621 Sudac: Said Ennjimi (Francuska) |

| 26. kolovoza 2010. 20:45 |             |            |                                                                                           |
| Juventus                 | 1 : 0       | Sturm Graz | Stadio Olimpico di Torino, Torino Broj gledatelja: 15 585 Sudac: William Collum (Škotska) |
| Del Piero 53'            | (izvještaj) |            | Stadio Olimpico di Torino, Torino Broj gledatelja: 15 585 Sudac: William Collum (Škotska) |

| 26. kolovoza 2010. 20:45  |             |                                       |                                                                                   |
| Aston Villa               | 2 : 3       | Rapid Wien                            | Villa Park, Birmingham Broj gledatelja: 29 980 Sudac: Eric Braamhaar (Nizozemska) |
| Agbonlahor 22' Heskey 76' | (izvještaj) | Nuhiu 52' Sonnleitner 78' Gartler 81' | Villa Park, Birmingham Broj gledatelja: 29 980 Sudac: Eric Braamhaar (Nizozemska) |

| 26. kolovoza 2010. 20:45 |             |           |                                                                                |
| Motherwell               | 0 : 1       | Odense    | Fir Park, Motherwell Broj gledatelja: 9 105 Sudac: Michael Koukoulakis (Grčka) |
|                          | (izvještaj) | Utaka 28' | Fir Park, Motherwell Broj gledatelja: 9 105 Sudac: Michael Koukoulakis (Grčka) |

| 26. kolovoza 2010. 20:45 |             |                 |                                                                                              |
| Fenerbahçe               | 1 : 1 (pr.) | PAOK            | Stadion Şükrü Saracoğlu, Istanbul Broj gledatelja: 39 863 Sudac: Paolo Tagliavento (Italija) |
| Emre 51'                 | (izvještaj) | Muslimović 102' | Stadion Şükrü Saracoğlu, Istanbul Broj gledatelja: 39 863 Sudac: Paolo Tagliavento (Italija) |

| 26. kolovoza 2010. 21:00       |             |          |                                                                                                  |
| Manchester City                | 2 : 0       | Temišvar | City of Manchester Stadium, Manchester Broj gledatelja: 23 542 Sudac: Manuel de Sousa (Portugal) |
| Wright-Phillips 43' Boyata 59' | (izvještaj) |          | City of Manchester Stadium, Manchester Broj gledatelja: 23 542 Sudac: Manuel de Sousa (Portugal) |

| 26. kolovoza 2010. 21:00       |             |            |                                                                                  |
| Dinamo Zagreb                  | 2 : 1       | Győri ETO  | Stadion Maksimir, Zagreb Broj gledatelja: 8 000 Sudac: Andre Marriner (Engleska) |
| Sammir 45+2' (pen.) 84' (pen.) | (izvještaj) | Ceolin 17' | Stadion Maksimir, Zagreb Broj gledatelja: 8 000 Sudac: Andre Marriner (Engleska) |

| 26. kolovoza 2010. 21:30             |             |                |                                                                                   |
| Porto                                | 4 : 2       | Genk           | Estádio do Dragão, Porto Broj gledatelja: 33 512 Sudac: Georgios Daloukas (Grčka) |
| Hulk 36' 59' (pen.) 63' Fernando 53' | (izvještaj) | Vossen 22' 56' | Estádio do Dragão, Porto Broj gledatelja: 33 512 Sudac: Georgios Daloukas (Grčka) |

Bilješke
- 4 Igrano u Bakuu na stadionu Tofik Bakhramov jer Qarabağov Olimpijski stadion Guzanli nema UEFA licencu.
- 5 Igrano u Bukureštu na Stadionul Steaui jer Unirein Stadionul Tineretului nema UEFA licencu.
- 6 Igrano u Piraeusu na stadionu Karaiskakis jer je AEK Atenin Olimpijski stadion bio u nemogućnosti korištenja zbog kvalitete terena.[5] Odlučeno je da se susret igra u Ateni na stadionu Nea Smyrni, ali su stadion vandalizirali navijači Panioniosa, inače AEK-ovi rivali. Kao rezultat toga, UEFA je odlučila da na utakmicu ne smije ići nijedan navijač AEK-a.[6]
- 7 Igrano u Wrexhamu na Racecourse Groundu jer je The New Saints odlučio premjestiti susret iz njihovog Park Halla zbog povećanja prihoda.